# سیلوین ماروو
سیلوین ماروو (فرانسوی: Sylvain Marveaux‎؛ زاده ۱۵ آوریل ۱۹۸۶) یک بازیکن فوتبال اهل فرانسه است که در پست هافبک و مهاجم بازی می‌کرد.
وی سابقه حضور در باشگاه فوتبال گنگام و باشگاه فوتبال رن را در کارنامه دارد.